# Mistrzostwa świata w biathlonie
Mistrzostwa świata w biathlonie zostały rozegrane po raz pierwszy w 1958 roku w austriackim mieście Saalfelden am Steinernen Meer. Wówczas startowali tylko mężczyźni w biegu indywidualnym i sztafecie, a do zawodów zgłoszono zaledwie 37 zawodników. Mniej więcej tyle zawodników startowało w tych zawodach do 1974 roku. Kiedy to w radzieckim Mińsku (dziś Białoruś) do programu mistrzostw wprowadzono sprint. Była to jedyna konkurencja tamtych mistrzostw, a ponieważ sprintu do 1980 roku nie było w programie igrzysk, to tworzono dodatkowe zawody. Taka sama sytuacja wynikła w związku z biegiem pościgowym (1998) i masowym (2002).

Medale na Mistrzostwach Świata i Europy w biathlonie

Podobnie działo się w biathlonie kobiecym. Zawodniczki nie startowały na igrzyskach olimpijskich do 1992 roku i miały własne mistrzostwa do 1988 roku. Wtedy to kobiety i mężczyźni uczestniczyli w jednej imprezie w jednym mieście.
W 2005, 2006 i 2010 roku rozgrywane były też oddzielne konkursy w sztafecie mieszanej. W tej konkurencji startują dwie zawodniczki i dwóch zawodników. Pierwszy raz rozgrywano w rosyjskim Chanty-Mansyjsku, drugi w słoweńskiej Pokljuce, trzeci w Chanty-Mansyjsku. 

## Organizatorzy
- 1958  Saalfelden am Steinernen Meer
- 1959  Courmayeur
- 1961  Umeå
- 1962  Hämeenlinna
- 1963  Seefeld
- 1965  Elverum
- 1966  Garmisch-Partenkirchen
- 1967  Altenberg
- 1969  Zakopane
- 1970  Östersund
- 1971  Hämeenlinna
- 1973  Lake Placid
- 1974  Mińsk
- 1975  Anterselva
- 1976  Anterselva (sprint)
- 1977  Vingrom
- 1978  Hochfilzen
- 1979  Ruhpolding
- 1981  Lahti
- 1982  Mińsk
- 1983  Anterselva
- 1984  Chamonix
- 1985  Ruhpolding (mężczyźni),  Egg (kobiety)
- 1986  Oslo (mężczyźni),  Falun (kobiety)
- 1987  Lake Placid (mężczyźni),  Lahti (kobiety)
- 1988  Chamonix (kobiety)
- 1989  Feistritz
- 1990  Mińsk,  Oslo,  Kontiolahti
- 1991  Lahti
- 1992  Nowosybirsk (drużynowy)
- 1993  Borowec
- 1994  Canmore (drużynowy)
- 1995  Anterselva
- 1996  Ruhpolding
- 1997  Brezno-Osrblie
- 1998  Pokljuka (bieg pościgowy),  Hochfilzen (drużynowy)
- 1999  Kontiolahti,  Oslo
- 2000  Oslo,  Lahti
- 2001  Pokljuka
- 2002  Oslo (bieg masowy)
- 2003  Chanty-Mansyjsk
- 2004  Oberhof
- 2005  Chanty-Mansyjsk (sztafeta mieszana)
- 2005  Hochfilzen
- 2006  Pokljuka (sztafeta mieszana)
- 2007  Anterselva
- 2008  Östersund
- 2009  Pjongczang
- 2010  Chanty-Mansyjsk (sztafeta mieszana)
- 2011  Chanty-Mansyjsk
- 2012  Ruhpolding
- 2013  Nové Město
- 2015  Kontiolahti
- 2016  Oslo
- 2017  Hochfilzen
- 2019  Östersund
- 2020  Anterselva
- 2021  Pokljuka
- 2023  Oberhof
- 2024  Nové Město
- 2025  Lenzerheide
- 2027  Otepää
- 2028  Hochfilzen

## Klasyfikacja medalowa mistrzostw świata
Stan po MŚ 2025
| Miejsce | Państwo           | Gold | Silver | Bronze | Razem |
| ------- | ----------------- | ---- | ------ | ------ | ----- |
| 1.      | Norwegia          | 94   | 82     | 69     | 245   |
| 2.      | Rosja¹            | 72   | 69     | 50     | 191   |
| 3.      | Niemcy²           | 64   | 57     | 47     | 168   |
| 4.      | Francja           | 48   | 38     | 51     | 137   |
| 5.      | NRD               | 19   | 13     | 10     | 42    |
| 6.      | Szwecja           | 19   | 21     | 32     | 72    |
| 7.      | Włochy            | 12   | 13     | 12     | 37    |
| 8.      | Finlandia         | 10   | 10     | 16     | 36    |
| 9.      | Ukraina           | 6    | 10     | 21     | 37    |
| 10.     | Białoruś          | 5    | 9      | 13     | 27    |
| 11.     | Czechy³           | 5    | 6      | 12     | 23    |
| 12.     | Austria           | 3    | 8      | 11     | 22    |
| 13.     | Stany Zjednoczone | 2    | 5      | 1      | 8     |
| 14.     | Polska            | 1    | 5      | 6      | 12    |
| 15.     | Słowacja          | 1    | 2      | 1      | 4     |
| 15.     | Słowenia          | 1    | 2      | 1      | 4     |
| 17.     | Kanada            | 1    | 1      | 1      | 3     |
| 18.     | Bułgaria          | –    | 4      | 4      | 8     |
| 19.     | Chiny             | –    | 3      | –      | 3     |
| 20.     | Łotwa             | –    | 1      | 2      | 3     |
| 21.     | Rumunia           | –    | 1      | –      | 1     |
| 22.     | Chorwacja         | –    | –      | 1      | 1     |
| 22.     | Estonia           | –    | –      | 1      | 1     |

(¹ do 1991 roku jako  ZSRR, w 1992 roku jako  Wspólnota Niepodległych Państw)

(² do 1990 roku jako  RFN)

(³ do 1992 roku jako  Czechosłowacja)